# Хостингова компанія
Хостинг компанія (або хостингова компанія, хостер, хостинг-провайдер, вебхостер, HSP, англ. Hosting Service Provider) — компанія, що займається наданням послуг розміщення обладнання, даних та web-сайтів на своїх технічних майданчиках (хостингу). Найчастіше, наданням послуг хостингу займаються також компанії, для яких даний вид діяльності основним не є — інтернет-провайдери, реєстратори доменів.

## Сфера діяльності
Може надавати наступні послуги:
- Розміщення обладнання (colocation)
- Віртуальний виділений сервер (VPS/VDS)
- Виділений сервер (Dedicated)
- Віртуальний хостинг (Shared hosting)
- Ігровий сервер
- Сервер електронної пошти
- сховище даних
- Реєстрація доменних імен
- Software as a Service (SaaS)
- Cloud-hosting (PaaS або IaaS)

Проте найпоширенішими є послуги віртуального хостингу, реєстрації доменів і VPS/VDS.

## Технічні аспекти
Задача хостингової компанії — надання доступу до обладнання або даними клієнта з мережі Інтернет. Основними характеристиками, що визначають технічну якість послуги хостингу є: Постійна доступність вузлів мережі (Uptime).
Зв'язаність в глобальній мережі (доступність з інших сегментів Інтернету).
Забезпечення фізичного та інформаційної безпеки обладнання і даних.
Надання достатніх для функціонування сайту ресурсів сервера (у разі віртуального хостингу і VDS).
Забезпечення необхідних умов безпечної експлуатації (електроживлення, температура повітря тощо) У разі dedicated і colocation.
Частина українських хостинг-провайдерів не має свого технологічного майданчика (дата-центру), а орендує обладнання або місце для його розміщення (colocation) у інших операторів.
Як правило, для спрощення налаштування майданчики для клієнтів віртуального хостингу і оренди VDS використовуються спеціальні панелі управління.
Компанії-реселлери не мають безпосереднього доступу до обладнання, яке використовується для надання послуг. Технічне забезпечення послуги бере на себе вищестояча хостинг компанія. Компанія-реселлер займається виключно залученням і підтримкою клієнтів.
Як правило, реселлери мають можливість установки власної цінової політики, відмінної від політики вищестоячого провайдера.